# Crkva Gospe Velikog Hrvatskog Krsnog Zavjeta u Kninu
Crkva Gospe Velikog Hrvatskog Krsnog Zavjeta je crkva u Kninu. S površinom od oko 780 četvornih metara i 1100 sjedećih mjesta najveća je crkva u Hrvatskoj. Posvetio ju je 4. kolovoza 2015. šibenski biskup, msgr. Ante Ivas.

## Povijest
28. listopada 2007. svečanom je svetom misom blagoslovljena privremena crkva Gospe Velikog Hrvatskog Krsnog Zavjeta, u prostoru tvornice DIV.
3. travnja 2008. provincijal dr. fra Željko Tolić (u ime Franjevačke provincije Presvetog Otkupitelja) i gradonačelnica Josipa Rimac (u ime Grada Knina) potpisali su ugovor kojim je Grad Knin Franjevačkoj provinciji darovao zemljište za crkvu. Zbog otkrivenog nedostatka prostora 7. i 15. svibnja potpisan je novi ugovor kojim je Grad darovao dodatno zemljište za gradnju crkve.
18. svibnja 2011. kninski gvardijan, fra Petar Klarić, preuzeo je građevinsku dozvolu za gradnju crkve.
25. rujna 2011., nakon svečane mise zahvalnice u privremenoj crkvi, u nazočnosti mnogih gradskih, županijskih i državnih političkih dužnosnika, svečano je blagoslovljeno gradilište i položen kamen temeljac, čime je počela izgradnja crkve.
4. kolovoza 2015. crkva je posvećena na svečanoj misi koju je predvodio šibenski biskup msgr. Ante Ivas, uz suslavlje provincijala fra Joška Kodžomana, vojnog ordinarija msgr. Jurja Jezerinca, bjelovarsko-križevačkog biskupa msgr. Vjekoslava Huzjaka, kninskog gvardijana i župnika fra Marka Durana, predsjednika HKVRPP-a fra Jure Šarčevića, provincijala fra Andrije Bilokapića i p. Peja Orkića te oko 60 svećenika.